# Signs (chanson de Snoop Dogg)
Singles de Snoop Dogg
Let's Get Blown
(2004) Ups & Downs
(2005)
Singles par Justin Timberlake
I'm Lovin' It
(2003) SexyBack
(2006)
Signs est une chanson du rappeur Snoop Dogg extrait de son 7e album studio R&G (Rhythm & Gangsta): The Masterpiece. La chanson est sortie en tant que troisième single de l'album en mars 2005. La chanson est réalisée par The Neptunes, avec la participation de Charlie Wilson et Justin Timberlake.